# Eubaphe
Eubaphe là một chi bướm đêm thuộc họ Geometridae.

## Các loài
- Eubaphe conformis (Walker, 1854)
- Eubaphe helveta (Barnes, 1907)
- Eubaphe integra (Walker, 1866)
- Eubaphe lineata (Druce, 1885)
- Eubaphe medea (Druce, 1885)
- Eubaphe mendica (Walker, 1854)
- Eubaphe meridiana (Slosson, 1889)
- Eubaphe rotundata (Cassino & Swett, 1922)
- Eubaphe tripunctata (Druce, 1885)
- Eubaphe unicolor (Robinson, 1869)